# Doddiella kiefferi
Doddiella kiefferi är en stekelart som beskrevs av Hermann Priesner 1951. Doddiella kiefferi ingår i släktet Doddiella och familjen Scelionidae. Inga underarter finns listade i Catalogue of Life.